# Cung điện Mostowski
Cung điện Mostowski (tiếng Ba Lan: Pałac Mostowskich) là một cung điện được xây dựng vào thế kỷ 18 ở Warsaw, Ba Lan, tọa lạc tại ul. Nowolipie 2 (số 2 phố Nowolipie) - trước Thế chiến II, tại ul. Przejazd 15.

## Lịch sử
Cung điện đã được xây dựng vào năm 1762-1765 theo phong cách Baroque dành cho Voivode của Minsk, Jan August Hylzen.
Năm 1795, tòa nhà trước là tài sản của Tadeusz Mostowski, Bộ trưởng Bộ Nội vụ Warsaw đã trở thành tài sản của Tadeusz Mostowski.
Cung điện đã được chính phủ mua lại và xây dựng lại vào năm 1823-1824 theo phong cách cổ điển theo thiết kế của Antonio Corazzi. Tòa nhà trở thành trụ sở của Ủy ban Nội vụ và Cảnh sát của Quốc hội Ba Lan, và là nơi tổ chức các buổi hòa nhạc của Fryderyk Chopin.
Năm 1831, cung điện đã được quân sự tiếp quản vì nhu cầu của Quân đội Nga.
Được cải tạo vào năm 1920, nó trở thành trụ sở của các văn phòng khác nhau trong thành phố. Trong Thế chiến II, năm 1944, nó đã bị người Đức phá hủy, ngoại trừ mặt tiền. Sau chiến tranh, năm 1949, Cung điện Mostowski được xây dựng lại. Bây giờ nó là trụ sở của trụ sở cảnh sát Warsaw.